# Campeonato Mundial de Voleibol Feminino de 2022
O Campeonato Mundial de Voleibol Feminino de 2022 foi a 19.ª edição da principal competição organizada pela Federação Internacional de Voleibol (FIVB) no período de 23 de setembro a 15 de outubro. Pela primeira vez na história do campeonato feminino, o evento foi sediado por dois países: Países Baixos e Polônia.
A Sérvia conquistou seu segundo título mundial ao derrotar o Brasil na final por 3 sets a 0. Na disputa do terceiro lugar, a Itália obteve a medalha de bronze depois de vencer os Estados Unidos por 3 sets a 0. A oposta sérvia Tijana Bošković, que marcou 24 pontos na partida final, foi eleita a melhor jogadora do torneio.

## Locais
| Apeldoorn Arnhem RoterdãoCampeonato Mundial de 2022 (Países Baixos) | Apeldoorn           | Arnhem             | Roterdão           | Roterdão            |
| ------------------------------------------------------------------- | ------------------- | ------------------ | ------------------ | ------------------- |
| Apeldoorn Arnhem RoterdãoCampeonato Mundial de 2022 (Países Baixos) | Omnisport Apeldoorn | GelreDome          | Rotterdam Ahoy     | Rotterdam Ahoy      |
| Apeldoorn Arnhem RoterdãoCampeonato Mundial de 2022 (Países Baixos) | Capacidade: 15 000  | Capacidade: 21 248 | Capacidade: 15 000 | Capacidade: 15 000  |
| Apeldoorn Arnhem RoterdãoCampeonato Mundial de 2022 (Países Baixos) |                     |                    |                    |                     |
| Gdansk Gliwice ŁódźCampeonato Mundial de 2022 (Polônia)             | Gdansk              | Gliwice            | Łódź               | Łódź                |
| Gdansk Gliwice ŁódźCampeonato Mundial de 2022 (Polônia)             | Ergo Arena          | Arena Gliwice      | Atlas Arena        | Sport Arena w Łodzi |
| Gdansk Gliwice ŁódźCampeonato Mundial de 2022 (Polônia)             | Capacidade: 11 409  | Capacidade: 13 752 | Capacidade: 13 806 | Capacidade: 3 017   |
| Gdansk Gliwice ŁódźCampeonato Mundial de 2022 (Polônia)             |                     |                    |                    |                     |

## Qualificatórias

### Equipes participantes
As seleções da Polônia e de Países Baixos se classificaram automaticamente para a competição por terem sido anunciadas como anfitriões do evento, assim como a Sérvia por ser a atual campeã do campeonato. As seleções campeãs e vice-campeãs de cada um dos campeonatos continentais de 2021 garantiram a qualificação. As 11 vagas restantes foram preenchidas de acordo com o ranking mundial da FIVB ao término da temporada 2021, pelas seleções ainda não classificadas. Após o banimento da seleção russa devido às sanções relacionadas à invasão da Ucrânia, a seleção da Croácia integrou as 24 seleções participantes do torneio.
| Confederação                                                | Seleção              | Classificada como               | Data em que a classificação foi assegurada | Aparições | Aparições consecutivas | Última aparição | Melhor resultado anterior                          |
| ----------------------------------------------------------- | -------------------- | ------------------------------- | ------------------------------------------ | --------- | ---------------------- | --------------- | -------------------------------------------------- |
| CEV (atual campeã + 2 países-sede + 2 vagas + 5 ranqueados) | Sérvia               | Atual campeã                    | 20 de outubro de 2018                      | 5         | 5                      | 2018            | Campeã (2018)                                      |
| CEV (atual campeã + 2 países-sede + 2 vagas + 5 ranqueados) | Países Baixos        | País-sede                       | 7 de janeiro de 2019                       | 14        | 8                      | 2018            | 4º lugar (2018)                                    |
| CEV (atual campeã + 2 países-sede + 2 vagas + 5 ranqueados) | Polônia              | País-sede                       | 7 de janeiro de 2019                       | 11        | 1                      | 2010            | Vice-campeã (1952)                                 |
| CEV (atual campeã + 2 países-sede + 2 vagas + 5 ranqueados) | Itália               | Campeã europeia                 | 4 de setembro de 2021                      | 12        | 11                     | 2018            | Campeã (2002)                                      |
| CEV (atual campeã + 2 países-sede + 2 vagas + 5 ranqueados) | Turquia              | Terceira colocada europeia      | 4 de setembro de 2021                      | 5         | 4                      | 2018            | 6º lugar (2010)                                    |
| CEV (atual campeã + 2 países-sede + 2 vagas + 5 ranqueados) | Rússia               | 8º no ranking da FIVB           | 20 de setembro de 2021                     | 18        | 14                     | 2018            | Campeã (1952, 1956, 1960, 1970, 1990, 2006 e 2010) |
| CEV (atual campeã + 2 países-sede + 2 vagas + 5 ranqueados) | Alemanha             | 11º no ranking da FIVB          | 20 de setembro de 2021                     | 16        | 13                     | 2018            | 4º lugar (1974 e 1986)                             |
| CEV (atual campeã + 2 países-sede + 2 vagas + 5 ranqueados) | Bélgica              | 13º no ranking da FIVB          | 20 de setembro de 2021                     | 4         | 1                      | 2014            | 11º lugar (2014)                                   |
| CEV (atual campeã + 2 países-sede + 2 vagas + 5 ranqueados) | Bulgária             | 15º no ranking da FIVB          | 20 de setembro de 2021                     | 13        | 3                      | 2018            | 4º lugar (1952)                                    |
| CEV (atual campeã + 2 países-sede + 2 vagas + 5 ranqueados) | Chéquia              | 22º no ranking da FIVB          | 20 de setembro de 2021                     | 11        | 1                      | 2010            | 3º lugar (1952 e 1960)                             |
| CEV (atual campeã + 2 países-sede + 2 vagas + 5 ranqueados) | Croácia              | 23º no ranking da FIVB          | 17 de março de 2022                        | 3         | 1                      | 2014            | 6º lugar (1998)                                    |
| NORCECA (2 vagas + 2 ranqueados)                            | República Dominicana | Campeã da NORCECA               | 30 de agosto de 2021                       | 8         | 6                      | 2018            | 5º lugar (2014)                                    |
| NORCECA (2 vagas + 2 ranqueados)                            | Porto Rico           | Vice-campeão da NORCECA         | 30 de agosto de 2021                       | 8         | 5                      | 2018            | 10º lugar (2002)                                   |
| NORCECA (2 vagas + 2 ranqueados)                            | Estados Unidos       | 1º no ranking da FIVB           | 20 de setembro de 2021                     | 17        | 15                     | 2018            | Campeã (2014)                                      |
| NORCECA (2 vagas + 2 ranqueados)                            | Canadá               | 18º no ranking da FIVB          | 20 de setembro de 2021                     | 10        | 4                      | 2018            | 11º lugar (1974 e 1982)                            |
| CSV (2 vagas + 1 ranqueado)                                 | Brasil               | Campeão sul-americano           | 19 de setembro de 2021                     | 17        | 14                     | 2018            | Vice-campeã (1994, 2006 e 2010)                    |
| CSV (2 vagas + 1 ranqueado)                                 | Colômbia             | Vice-campeã sul-americana       | 19 de setembro de 2021                     | 0         | 1                      | Estreante       | Estreante                                          |
| CSV (2 vagas + 1 ranqueado)                                 | Argentina            | 21º no ranking da FIVB          | 20 de setembro de 2021                     | 7         | 3                      | 2018            | 8º lugar (1960)                                    |
| AVC (2 vagas + 3 ranqueados)                                | China                | 1º colocado no ranking asiático | 5 de setembro de 2021                      | 15        | 13                     | 2018            | Campeã (1982 e 1986)                               |
| AVC (2 vagas + 3 ranqueados)                                | Japão                | 2º colocado no ranking asiático | 5 de setembro de 2021                      | 17        | 17                     | 2018            | Campeã (1962, 1967 e 1974)                         |
| AVC (2 vagas + 3 ranqueados)                                | Coreia do Sul        | 14º no ranking da FIVB          | 20 de setembro de 2021                     | 13        | 2                      | 2018            | 3º lugar (1967 e 1974)                             |
| AVC (2 vagas + 3 ranqueados)                                | Tailândia            | 19º no ranking da FIVB          | 20 de setembro de 2021                     | 6         | 4                      | 2018            | 13º lugar (1974, 1982 e 2018)                      |
| AVC (2 vagas + 3 ranqueados)                                | Cazaquistão          | 36º no ranking da FIVB          | 20 de setembro de 2021                     | 5         | 5                      | 2018            | 15º lugar (2014)                                   |
| CAVB (2 vagas)                                              | Camarões             | Campeão africano                | 19 de setembro de 2021                     | 4         | 3                      | 2018            | 21ª lugar (2006, 2014 e 2018)                      |
| CAVB (2 vagas)                                              | Quênia               | Vice-campeã africana            | 19 de setembro de 2021                     | 7         | 2                      | 2018            | 13ª lugar (1994 e 1998)                            |

## Regulamento

### Composição dos grupos
A cerimônia de sorteio dos grupos foi realizada em Lausana, na Suíça, no dia 17 de março de 2022. As 24 equipes foram distribuídas em 4 grupos de 6 equipes. A FIVB reservou a primeira posição dos grupos A e B para os países anfitriões. Os dois primeiros colocados do ranking mundial da FIVB em 20 de setembro de 2021, foram alocados nas primeiras posições dos grupos C e D, respectivamente. As equipes restantes foram divididas em 5 potes e foram sorteadas com base em suas colocações no ranking mundial. Entre parênteses está a posição de cada equipe no ranking antes do início da competição.
| Grupo A            | Grupo B                  | Grupo C            | Grupo D        |
| ------------------ | ------------------------ | ------------------ | -------------- |
| Países Baixos (10) | Polônia (12)             | Estados Unidos (1) | Brasil (2)     |
| Itália (6)         | Turquia (4)              | Sérvia (5)         | China (3)      |
| Bélgica (13)       | República Dominicana (7) | Alemanha (11)      | Japão (9)      |
| Porto Rico (17)    | Coreia do Sul (14)       | Bulgária (15)      | Colômbia (16)  |
| Camarões (20)      | Tailândia (19)           | Canadá (18)        | Argentina (21) |
| Quênia (28)        | Croácia (24)             | Cazaquistão (36)   | Chéquia (22)   |

### Formato da disputa
Primeira fase
Na primeira fase, as 24 equipes foram distribuídas em quatro grupos de seis equipes jogando em turno único. As quatro primeiras equipes em cada grupo se classificaram para a segunda fase.
Segunda fase
A segunda fase contou com dois grupos de oito equipes, com chaveamento pré-definido (classificados dos grupos A e D formaram o grupo E, enquanto classificados dos grupos B e C formaram o grupo F). Cada equipe enfrentou, em turno único, as equipes do seu grupo, excluindo aquelas que, na primeira fase, estiveram no mesmo grupo (e, portanto, já haviam enfrentado). As partidas disputadas na primeira fase foram computadas na classificação da segunda fase. Ao final das partidas da segunda fase, as quatro melhores equipes de cada grupo avançaram para a fase final.
Fase final
As oito melhores equipes que avançaram para a fase final disputaram as quartas de final. As equipes vencedoras se enfrentaram em cruzamento olímpico nas semifinais; as vencedoras das semifinais disputaram o título mundial e as derrotadas, a medalha de bronze.

## Convocações
As equipes podem participar de competições da FIVB com uma delegação composta por um máximo de 14 jogadoras.

## Primeira fase
- Todas as partidas seguem o horário de verão da Europa Central (UTC+2).

|  | Classificados para a segunda fase |

### Grupo A
|     |               |     | Jogos | Jogos | Jogos | Resultados | Resultados | Resultados | Resultados | Resultados | Resultados | Sets | Sets | Sets  | Pontos | Pontos | Pontos |
| Pos | Equipe        | Pts | T     | V     | D     | 3–0        | 3–1        | 3–2        | 2–3        | 1–3        | 0–3        | V    | P    | R     | V      | P      | R      |
| --- | ------------- | --- | ----- | ----- | ----- | ---------- | ---------- | ---------- | ---------- | ---------- | ---------- | ---- | ---- | ----- | ------ | ------ | ------ |
| 1   | Itália        | 15  | 5     | 5     | 0     | 3          | 2          | 0          | 0          | 0          | 0          | 15   | 2    | 7.500 | 431    | 328    | 1.314  |
| 2   | Bélgica       | 12  | 5     | 4     | 1     | 3          | 1          | 0          | 0          | 1          | 0          | 13   | 4    | 3.250 | 417    | 331    | 1.260  |
| 3   | Países Baixos | 9   | 5     | 3     | 2     | 2          | 1          | 0          | 0          | 2          | 0          | 11   | 7    | 1.571 | 413    | 357    | 1.157  |
| 4   | Porto Rico    | 6   | 5     | 2     | 3     | 1          | 1          | 0          | 0          | 1          | 2          | 7    | 10   | 0.700 | 371    | 382    | 0.971  |
| 5   | Quênia        | 3   | 5     | 1     | 4     | 1          | 0          | 0          | 0          | 1          | 3          | 4    | 12   | 0.333 | 289    | 383    | 0.755  |
| 6   | Camarões      | 0   | 5     | 0     | 5     | 0          | 0          | 0          | 0          | 0          | 5          | 0    | 15   | 0,000 | 237    | 377    | 0.629  |

- Local:  Arnhem, Países Baixos

| Data   | Hora  |               | Placar |            | Set 1 | Set 2 | Set 3 | Set 4 | Set 5 | Total  | Relatório |
| ------ | ----- | ------------- | ------ | ---------- | ----- | ----- | ----- | ----- | ----- | ------ | --------- |
| 23 set | 20:00 | Países Baixos | 3–0    | Quênia     | 25–11 | 25–17 | 25–11 |       |       | 75–39  | Relatório |
| 24 set | 14:00 | Bélgica       | 3–0    | Porto Rico | 25–15 | 27–25 | 25–15 |       |       | 77–55  | Relatório |
| 24 set | 15:00 | Itália        | 3–0    | Camarões   | 25–10 | 25–12 | 25–16 |       |       | 75–38  | Relatório |
| 25 set | 13:00 | Bélgica       | 3–0    | Quênia     | 25–15 | 25–14 | 25–11 |       |       | 75–40  | Relatório |
| 25 set | 16:00 | Países Baixos | 3–0    | Camarões   | 25–11 | 25–20 | 25–13 |       |       | 75–44  | Relatório |
| 26 set | 18:00 | Itália        | 3–0    | Porto Rico | 28–26 | 25–21 | 26–24 |       |       | 79–71  | Relatório |
| 27 set | 18:00 | Itália        | 3–1    | Bélgica    | 21–25 | 30–28 | 29–27 | 25–9  |       | 105–89 | Relatório |
| 27 set | 20:00 | Camarões      | 0–3    | Quênia     | 20–25 | 25–27 | 19–25 |       |       | 64–77  | Relatório |
| 28 set | 20:00 | Países Baixos | 3–1    | Porto Rico | 23–25 | 25–20 | 25–16 | 25–15 |       | 98–76  | Relatório |
| 29 set | 18:00 | Itália        | 3–0    | Quênia     | 25–15 | 25–23 | 25–17 |       |       | 75–55  | Relatório |
| 29 set | 21:00 | Porto Rico    | 3–0    | Camarões   | 25–23 | 25–16 | 25–11 |       |       | 75–50  | Relatório |
| 30 set | 20:00 | Países Baixos | 1–3    | Bélgica    | 16–25 | 23–25 | 26–24 | 25–27 |       | 90–101 | Relatório |
| 1 out  | 16:00 | Porto Rico    | 3–1    | Quênia     | 25–15 | 19–25 | 25–18 | 25–20 |       | 94–78  | Relatório |
| 2 out  | 13:00 | Bélgica       | 3–0    | Camarões   | 25–8  | 25–19 | 25–14 |       |       | 75–41  | Relatório |
| 2 out  | 16:00 | Países Baixos | 1–3    | Itália     | 13–25 | 25–22 | 16–25 | 21–25 |       | 75–97  | Relatório |

### Grupo B
|     |                      |     | Jogos | Jogos | Jogos | Resultados | Resultados | Resultados | Resultados | Resultados | Resultados | Sets | Sets | Sets  | Pontos | Pontos | Pontos |
| Pos | Equipe               | Pts | T     | V     | D     | 3–0        | 3–1        | 3–2        | 2–3        | 1–3        | 0–3        | V    | P    | R     | V      | P      | R      |
| --- | -------------------- | --- | ----- | ----- | ----- | ---------- | ---------- | ---------- | ---------- | ---------- | ---------- | ---- | ---- | ----- | ------ | ------ | ------ |
| 1   | Turquia              | 11  | 5     | 4     | 1     | 2          | 0          | 2          | 1          | 0          | 0          | 14   | 7    | 2,000 | 468    | 396    | 1.182  |
| 2   | Tailândia            | 10  | 5     | 4     | 1     | 2          | 0          | 2          | 0          | 0          | 1          | 12   | 7    | 1.714 | 419    | 392    | 1.069  |
| 3   | República Dominicana | 11  | 5     | 3     | 2     | 2          | 1          | 0          | 2          | 0          | 0          | 13   | 7    | 1.857 | 457    | 401    | 1.140  |
| 4   | Polônia              | 10  | 5     | 3     | 2     | 2          | 1          | 0          | 1          | 1          | 0          | 12   | 7    | 1.714 | 441    | 382    | 1.154  |
| 5   | Coreia do Sul        | 3   | 5     | 1     | 4     | 0          | 1          | 0          | 0          | 0          | 4          | 3    | 13   | 0.231 | 283    | 398    | 0.711  |
| 6   | Croácia              | 0   | 5     | 0     | 5     | 0          | 0          | 0          | 0          | 2          | 3          | 2    | 15   | 0.133 | 326    | 425    | 0.767  |

Nota: Tailândia ficou na frente da República Dominicana pelo número de vitórias (4 contra 3).
- Local:  Arnhem, Países Baixos

| Data   | Hora  |                      | Placar |               | Set 1 | Set 2 | Set 3 | Set 4 | Set 5 | Total   | Relatório |
| ------ | ----- | -------------------- | ------ | ------------- | ----- | ----- | ----- | ----- | ----- | ------- | --------- |
| 23 set | 18:00 | Polônia              | 3–1    | Croácia       | 25–19 | 21–25 | 25–23 | 25–15 |       | 96–82   | Relatório |
| 24 set | 13:00 | Turquia              | 2–3    | Tailândia     | 25–17 | 29–31 | 25–22 | 19–25 | 13–15 | 111–110 | Relatório |
| 24 set | 18:30 | República Dominicana | 3–0    | Coreia do Sul | 25–19 | 25–12 | 25–15 |       |       | 75–46   | Relatório |

- Local:  Gdansk, Polônia

| Data   | Hora  |                      | Placar |                      | Set 1 | Set 2 | Set 3 | Set 4 | Set 5 | Total   | Relatório |
| ------ | ----- | -------------------- | ------ | -------------------- | ----- | ----- | ----- | ----- | ----- | ------- | --------- |
| 27 set | 14:00 | Turquia              | 3–0    | Coreia do Sul        | 25–14 | 25–13 | 25–13 |       |       | 75–40   | Relatório |
| 27 set | 17:30 | República Dominicana | 3–0    | Croácia              | 25–20 | 25–15 | 25–21 |       |       | 75–56   | Relatório |
| 27 set | 20:30 | Polônia              | 3–0    | Tailândia            | 25–17 | 25–17 | 25–17 |       |       | 75–51   | Relatório |
| 28 set | 14:00 | Tailândia            | 3–0    | Croácia              | 25–18 | 25–13 | 25–21 |       |       | 75–52   | Relatório |
| 28 set | 17:30 | Turquia              | 3–2    | República Dominicana | 21–25 | 25–21 | 25–18 | 16–25 | 15–13 | 102–102 | Relatório |
| 28 set | 20:30 | Polônia              | 3–0    | Coreia do Sul        | 25–17 | 25–18 | 25–16 |       |       | 75–51   | Relatório |
| 29 set | 14:00 | Coreia do Sul        | 0–3    | Tailândia            | 13–25 | 15–25 | 14–25 |       |       | 42–75   | Relatório |
| 29 set | 17:30 | Turquia              | 3–0    | Croácia              | 25–14 | 25–12 | 25–12 |       |       | 75–38   | Relatório |
| 29 set | 20:30 | Polônia              | 1–3    | República Dominicana | 25–18 | 22–25 | 21–25 | 21–25 |       | 89–93   | Relatório |
| 1 out  | 14:00 | República Dominicana | 2–3    | Tailândia            | 29–31 | 25–16 | 25–21 | 22–25 | 11–15 | 112–108 | Relatório |
| 1 out  | 17:30 | Coreia do Sul        | 3–1    | Croácia              | 25–21 | 27–29 | 27–25 | 25–23 |       | 104–98  | Relatório |
| 1 out  | 20:30 | Polônia              | 2–3    | Turquia              | 25–22 | 23–25 | 22–25 | 25–18 | 11–15 | 106–105 | Relatório |

### Grupo C
|     |                |     | Jogos | Jogos | Jogos | Resultados | Resultados | Resultados | Resultados | Resultados | Resultados | Sets | Sets | Sets  | Pontos | Pontos | Pontos |
| Pos | Equipe         | Pts | T     | V     | D     | 3–0        | 3–1        | 3–2        | 2–3        | 1–3        | 0–3        | V    | P    | R     | V      | P      | R      |
| --- | -------------- | --- | ----- | ----- | ----- | ---------- | ---------- | ---------- | ---------- | ---------- | ---------- | ---- | ---- | ----- | ------ | ------ | ------ |
| 1   | Sérvia         | 14  | 5     | 5     | 0     | 4          | 0          | 1          | 0          | 0          | 0          | 15   | 2    | 7.500 | 412    | 326    | 1.264  |
| 2   | Estados Unidos | 12  | 5     | 4     | 1     | 3          | 1          | 0          | 0          | 0          | 1          | 12   | 4    | 3,000 | 381    | 303    | 1.257  |
| 3   | Canadá         | 8   | 5     | 3     | 2     | 1          | 1          | 1          | 0          | 0          | 2          | 9    | 9    | 1,000 | 393    | 376    | 1.045  |
| 4   | Alemanha       | 7   | 5     | 2     | 3     | 1          | 1          | 0          | 1          | 0          | 2          | 8    | 10   | 0.800 | 394    | 397    | 0.992  |
| 5   | Bulgária       | 4   | 5     | 1     | 4     | 1          | 0          | 0          | 1          | 3          | 0          | 8    | 12   | 0.667 | 417    | 464    | 0.899  |
| 6   | Cazaquistão    | 0   | 5     | 0     | 5     | 0          | 0          | 0          | 0          | 0          | 5          | 0    | 15   | 0,000 | 244    | 375    | 0.651  |

- Local:  Arnhem, Países Baixos

| Data   | Hora  |                | Placar |             | Set 1 | Set 2 | Set 3 | Set 4 | Set 5 | Total   | Relatório |
| ------ | ----- | -------------- | ------ | ----------- | ----- | ----- | ----- | ----- | ----- | ------- | --------- |
| 24 set | 19:30 | Estados Unidos | 3–0    | Cazaquistão | 25–16 | 25–13 | 25–22 |       |       | 75–51   | Relatório |
| 25 set | 19:00 | Alemanha       | 3–1    | Bulgária    | 25–22 | 21–25 | 25–23 | 25–21 |       | 96–91   | Relatório |
| 25 set | 20:00 | Sérvia         | 3–0    | Canadá      | 25–23 | 25–16 | 25–20 |       |       | 75–59   | Relatório |
| 26 set | 15:30 | Alemanha       | 3–0    | Cazaquistão | 25–15 | 25–18 | 25–21 |       |       | 75–54   | Relatório |
| 26 set | 16:00 | Sérvia         | 3–2    | Bulgária    | 25–21 | 22–25 | 25–27 | 25–21 | 15–9  | 112–103 | Relatório |
| 26 set | 21:00 | Estados Unidos | 3–0    | Canadá      | 25–19 | 26–24 | 25–15 |       |       | 76–58   | Relatório |

- Local:  Łódź, Polônia

| Data   | Hora  |                | Placar |             | Set 1 | Set 2 | Set 3 | Set 4 | Set 5 | Total   | Relatório |
| ------ | ----- | -------------- | ------ | ----------- | ----- | ----- | ----- | ----- | ----- | ------- | --------- |
| 29 set | 13:00 | Canadá         | 3–0    | Cazaquistão | 25–14 | 25–16 | 25–11 |       |       | 75–41   | Relatório |
| 29 set | 16:00 | Sérvia         | 3–0    | Alemanha    | 25–23 | 25–22 | 25–23 |       |       | 75–68   | Relatório |
| 29 set | 19:00 | Estados Unidos | 3–1    | Bulgária    | 25–14 | 23–25 | 25–11 | 25–15 |       | 98–65   | Relatório |
| 30 set | 13:00 | Sérvia         | 3–0    | Cazaquistão | 25–13 | 25–17 | 25–10 |       |       | 75–40   | Relatório |
| 30 set | 16:00 | Bulgária       | 1–3    | Canadá      | 21–25 | 27–25 | 20–25 | 15–25 |       | 83–100  | Relatório |
| 30 set | 19:00 | Estados Unidos | 3–0    | Alemanha    | 25–17 | 25–13 | 26–24 |       |       | 76–54   | Relatório |
| 1 out  | 13:00 | Bulgária       | 3–0    | Cazaquistão | 25–18 | 25–22 | 25–18 |       |       | 75–58   | Relatório |
| 1 out  | 16:00 | Alemanha       | 2–3    | Canadá      | 25–12 | 26–24 | 23–25 | 18–25 | 9–15  | 101–101 | Relatório |
| 1 out  | 19:00 | Estados Unidos | 0–3    | Sérvia      | 20–25 | 23–25 | 13–25 |       |       | 56–75   | Relatório |

### Grupo D
|     |           |     | Jogos | Jogos | Jogos | Resultados | Resultados | Resultados | Resultados | Resultados | Resultados | Sets | Sets | Sets  | Pontos | Pontos | Pontos |
| Pos | Equipe    | Pts | T     | V     | D     | 3–0        | 3–1        | 3–2        | 2–3        | 1–3        | 0–3        | V    | P    | R     | V      | P      | R      |
| --- | --------- | --- | ----- | ----- | ----- | ---------- | ---------- | ---------- | ---------- | ---------- | ---------- | ---- | ---- | ----- | ------ | ------ | ------ |
| 1   | China     | 12  | 5     | 4     | 1     | 4          | 0          | 0          | 0          | 1          | 0          | 13   | 3    | 4.333 | 395    | 352    | 1.122  |
| 2   | Japão     | 12  | 5     | 4     | 1     | 3          | 1          | 0          | 0          | 0          | 1          | 12   | 4    | 3,000 | 387    | 327    | 1.183  |
| 3   | Brasil    | 12  | 5     | 4     | 1     | 2          | 2          | 0          | 0          | 1          | 0          | 13   | 5    | 2.600 | 431    | 356    | 1.211  |
| 4   | Argentina | 5   | 5     | 2     | 3     | 0          | 1          | 1          | 0          | 0          | 3          | 6    | 12   | 0.500 | 377    | 413    | 0.913  |
| 5   | Chéquia   | 3   | 5     | 1     | 4     | 0          | 1          | 0          | 0          | 2          | 2          | 5    | 13   | 0.385 | 375    | 422    | 0.889  |
| 6   | Colômbia  | 1   | 5     | 0     | 5     | 0          | 0          | 0          | 1          | 1          | 3          | 3    | 15   | 0.200 | 335    | 430    | 0.779  |

- Local:  Arnhem, Países Baixos

| Data   | Hora  |           | Placar |           | Set 1 | Set 2 | Set 3 | Set 4 | Set 5 | Total  | Relatório |
| ------ | ----- | --------- | ------ | --------- | ----- | ----- | ----- | ----- | ----- | ------ | --------- |
| 24 set | 20:30 | Brasil    | 3–1    | Chéquia   | 25–20 | 25–16 | 22–25 | 25–18 |       | 97–79  | Relatório |
| 25 set | 14:00 | China     | 3–0    | Argentina | 25–23 | 25–22 | 25–20 |       |       | 75–65  | Relatório |
| 25 set | 14:15 | Japão     | 3–0    | Colômbia  | 25–20 | 25–22 | 25–17 |       |       | 75–59  | Relatório |
| 26 set | 14:15 | Japão     | 3–0    | Chéquia   | 25–15 | 25–20 | 25–12 |       |       | 75–47  | Relatório |
| 26 set | 18:30 | Brasil    | 3–0    | Argentina | 25–19 | 25–13 | 25–21 |       |       | 75–53  | Relatório |
| 27 set | 14:00 | China     | 3–0    | Colômbia  | 25–16 | 25–21 | 25–16 |       |       | 75–53  | Relatório |
| 28 set | 14:15 | China     | 3–0    | Japão     | 28–26 | 25–17 | 29–27 |       |       | 82–70  | Relatório |
| 28 set | 15:00 | Brasil    | 3–0    | Colômbia  | 25–14 | 25–12 | 25–20 |       |       | 75–46  | Relatório |
| 28 set | 18:00 | Argentina | 3–1    | Chéquia   | 25–20 | 20–25 | 25–22 | 25–22 |       | 95–89  | Relatório |
| 30 set | 14:00 | China     | 3–0    | Chéquia   | 25–19 | 25–22 | 27–25 |       |       | 77–66  | Relatório |
| 30 set | 14:15 | Brasil    | 1–3    | Japão     | 22–25 | 19–25 | 25–17 | 20–25 |       | 86–92  | Relatório |
| 30 set | 18:00 | Colômbia  | 2–3    | Argentina | 25–19 | 17–25 | 29–27 | 20–25 | 8–15  | 99–111 | Relatório |
| 1 out  | 14:00 | Brasil    | 3–1    | China     | 23–25 | 25–17 | 25–22 | 25–22 |       | 98–86  | Relatório |
| 1 out  | 18:00 | Colômbia  | 1–3    | Chéquia   | 22–25 | 13–25 | 25–19 | 18–25 |       | 78–94  | Relatório |
| 2 out  | 14:15 | Japão     | 3–0    | Argentina | 25–17 | 25–19 | 25–17 |       |       | 75–53  | Relatório |

## Segunda fase
- Todas as partidas seguem o horário de verão da Europa Central (UTC+2).

|  | Classificados para a fase final |

### Grupo E
|     |               |     | Jogos | Jogos | Jogos | Resultados | Resultados | Resultados | Resultados | Resultados | Resultados | Sets | Sets | Sets  | Pontos | Pontos | Pontos |
| Pos | Equipe        | Pts | T     | V     | D     | 3–0        | 3–1        | 3–2        | 2–3        | 1–3        | 0–3        | V    | P    | R     | V      | P      | R      |
| --- | ------------- | --- | ----- | ----- | ----- | ---------- | ---------- | ---------- | ---------- | ---------- | ---------- | ---- | ---- | ----- | ------ | ------ | ------ |
| 1   | Itália        | 25  | 9     | 8     | 1     | 5          | 3          | 0          | 1          | 0          | 0          | 26   | 6    | 4.333 | 783    | 627    | 1.249  |
| 2   | Brasil        | 23  | 9     | 8     | 1     | 4          | 3          | 1          | 0          | 1          | 0          | 25   | 8    | 3.125 | 793    | 631    | 1.257  |
| 3   | Japão         | 21  | 9     | 7     | 2     | 5          | 2          | 0          | 0          | 1          | 1          | 22   | 8    | 2.750 | 707    | 628    | 1.126  |
| 4   | China         | 20  | 9     | 7     | 2     | 6          | 0          | 1          | 0          | 1          | 1          | 22   | 8    | 2.750 | 712    | 642    | 1.109  |
| 5   | Bélgica       | 15  | 9     | 5     | 4     | 4          | 1          | 0          | 0          | 3          | 1          | 18   | 13   | 1.385 | 708    | 667    | 1.061  |
| 6   | Países Baixos | 13  | 9     | 4     | 5     | 2          | 2          | 0          | 1          | 2          | 2          | 16   | 17   | 0.941 | 733    | 680    | 1.078  |
| 7   | Porto Rico    | 9   | 9     | 3     | 6     | 1          | 2          | 0          | 0          | 1          | 5          | 10   | 20   | 0.500 | 616    | 690    | 0.893  |
| 8   | Argentina     | 5   | 9     | 2     | 7     | 0          | 1          | 1          | 0          | 2          | 5          | 8    | 24   | 0.333 | 644    | 755    | 0.853  |

- Local:  Roterdã, Países Baixos

| Data  | Hora  |               | Placar |               | Set 1 | Set 2 | Set 3 | Set 4 | Set 5 | Total   | Relatório |
| ----- | ----- | ------------- | ------ | ------------- | ----- | ----- | ----- | ----- | ----- | ------- | --------- |
| 4 out | 14:15 | Japão         | 3–1    | Bélgica       | 21–25 | 25–20 | 25–16 | 25–22 |       | 96–83   | Relatório |
| 4 out | 17:15 | Itália        | 2–3    | Brasil        | 20–25 | 25–22 | 25–22 | 21–25 | 15–17 | 106–111 | Relatório |
| 4 out | 20:15 | Países Baixos | 3–1    | Argentina     | 22–25 | 25–18 | 25–12 | 25–13 |       | 97–68   | Relatório |
| 5 out | 14:15 | Itália        | 3–1    | Japão         | 20–25 | 25–20 | 25–14 | 25–15 |       | 95–74   | Relatório |
| 5 out | 17:15 | China         | 3–0    | Porto Rico    | 25–15 | 25–19 | 25–21 |       |       | 75–55   | Relatório |
| 5 out | 20:15 | Bélgica       | 3–0    | Argentina     | 25–16 | 25–23 | 25–23 |       |       | 75–62   | Relatório |
| 6 out | 16:00 | Brasil        | 3–0    | Porto Rico    | 25–11 | 25–13 | 25–15 |       |       | 75–39   | Relatório |
| 6 out | 20:00 | China         | 3–2    | Países Baixos | 22–25 | 25–21 | 25–15 | 18–25 | 15–12 | 105–98  | Relatório |
| 7 out | 14:15 | Japão         | 3–0    | Porto Rico    | 25–16 | 25–19 | 25–21 |       |       | 75–56   | Relatório |
| 7 out | 17:15 | Itália        | 3–0    | Argentina     | 25–19 | 25–18 | 25–17 |       |       | 75–54   | Relatório |
| 7 out | 20:15 | Brasil        | 3–0    | Países Baixos | 25–19 | 25–19 | 25–20 |       |       | 75–58   | Relatório |
| 8 out | 13:30 | Itália        | 3–0    | China         | 26–24 | 25–16 | 25–20 |       |       | 76–60   | Relatório |
| 8 out | 17:00 | Brasil        | 3–1    | Bélgica       | 26–28 | 25–17 | 25–11 | 25–16 |       | 101–72  | Relatório |
| 9 out | 12:30 | China         | 3–0    | Bélgica       | 25–18 | 25–18 | 27–25 |       |       | 77–61   | Relatório |
| 9 out | 15:30 | Japão         | 3–0    | Países Baixos | 25–23 | 25–23 | 25–21 |       |       | 75–67   | Relatório |
| 9 out | 18:30 | Porto Rico    | 3–1    | Argentina     | 20–25 | 25–15 | 25–20 | 25–23 |       | 95–83   | Relatório |

### Grupo F
|     |                      |     | Jogos | Jogos | Jogos | Resultados | Resultados | Resultados | Resultados | Resultados | Resultados | Sets | Sets | Sets   | Pontos | Pontos | Pontos |
| Pos | Equipe               | Pts | T     | V     | D     | 3–0        | 3–1        | 3–2        | 2–3        | 1–3        | 0–3        | V    | P    | R      | V      | P      | R      |
| --- | -------------------- | --- | ----- | ----- | ----- | ---------- | ---------- | ---------- | ---------- | ---------- | ---------- | ---- | ---- | ------ | ------ | ------ | ------ |
| 1   | Sérvia               | 26  | 9     | 9     | 0     | 8          | 0          | 1          | 0          | 0          | 0          | 27   | 2    | 13.500 | 714    | 570    | 1.253  |
| 2   | Estados Unidos       | 20  | 9     | 7     | 2     | 3          | 3          | 1          | 0          | 0          | 2          | 21   | 11   | 1.909  | 745    | 652    | 1.143  |
| 3   | Turquia              | 17  | 9     | 6     | 3     | 4          | 0          | 2          | 1          | 1          | 1          | 21   | 13   | 1.615  | 775    | 699    | 1.109  |
| 4   | Polônia              | 17  | 9     | 6     | 3     | 3          | 1          | 2          | 1          | 1          | 1          | 21   | 14   | 1.500  | 792    | 720    | 1.100  |
| 5   | Canadá               | 14  | 9     | 5     | 4     | 1          | 2          | 2          | 1          | 0          | 3          | 17   | 18   | 0.944  | 767    | 741    | 1.035  |
| 6   | República Dominicana | 15  | 9     | 4     | 5     | 2          | 2          | 0          | 3          | 1          | 1          | 19   | 17   | 1.118  | 789    | 764    | 1.033  |
| 7   | Tailândia            | 11  | 9     | 4     | 5     | 2          | 0          | 2          | 1          | 2          | 2          | 16   | 19   | 0.842  | 757    | 769    | 0.984  |
| 8   | Alemanha             | 11  | 9     | 3     | 6     | 1          | 2          | 0          | 2          | 1          | 3          | 14   | 20   | 0.700  | 735    | 767    | 0.958  |

Nota: Canadá ficou na frente da República Dominicana pelo número de vitórias (5 contra 4).
- Local:  Łódź, Polônia

| Data  | Hora  |                      | Placar |                      | Set 1 | Set 2 | Set 3 | Set 4 | Set 5 | Total   | Relatório |
| ----- | ----- | -------------------- | ------ | -------------------- | ----- | ----- | ----- | ----- | ----- | ------- | --------- |
| 4 out | 15:00 | Tailândia            | 1–3    | Canadá               | 19–25 | 21–25 | 25–23 | 22–25 |       | 87–98   | Relatório |
| 4 out | 17:30 | Estados Unidos       | 3–1    | República Dominicana | 21–25 | 25–19 | 25–20 | 25–14 |       | 96–78   | Relatório |
| 4 out | 19:00 | Turquia              | 3–0    | Alemanha             | 25–21 | 25–18 | 25–21 |       |       | 75–60   | Relatório |
| 4 out | 20:30 | Sérvia               | 3–0    | Polônia              | 26–24 | 25–22 | 25–18 |       |       | 76–64   | Relatório |
| 5 out | 15:00 | Tailândia            | 1–3    | Alemanha             | 19–25 | 22–25 | 25–18 | 23–25 |       | 89–93   | Relatório |
| 5 out | 17:30 | Turquia              | 3–0    | Canadá               | 25–22 | 26–24 | 28–26 |       |       | 79–72   | Relatório |
| 5 out | 19:00 | Sérvia               | 3–0    | República Dominicana | 26–24 | 25–20 | 25–17 |       |       | 76–61   | Relatório |
| 5 out | 20:30 | Estados Unidos       | 0–3    | Polônia              | 23–25 | 20–25 | 18–25 |       |       | 61–75   | Relatório |
| 7 out | 15:00 | Sérvia               | 3–0    | Tailândia            | 25–23 | 25–17 | 25–15 |       |       | 75–55   | Relatório |
| 7 out | 17:30 | Estados Unidos       | 3–1    | Turquia              | 25–22 | 21–25 | 25–20 | 25–22 |       | 96–89   | Relatório |
| 7 out | 19:00 | República Dominicana | 3–1    | Alemanha             | 19–25 | 25–18 | 25–22 | 25–18 |       | 94–83   | Relatório |
| 7 out | 20:30 | Polônia              | 3–2    | Canadá               | 25–18 | 19–25 | 16–25 | 25–23 | 15–5  | 100–96  | Relatório |
| 8 out | 15:00 | Estados Unidos       | 3–2    | Tailândia            | 23–25 | 21–25 | 25–19 | 27–25 | 15–13 | 111–107 | Relatório |
| 8 out | 17:30 | Sérvia               | 3–0    | Turquia              | 25–20 | 25–21 | 25–23 |       |       | 75–64   | Relatório |
| 8 out | 19:00 | República Dominicana | 2–3    | Canadá               | 25–18 | 23–25 | 17–25 | 27–25 | 7–15  | 99–108  | Relatório |
| 8 out | 20:30 | Polônia              | 3–2    | Alemanha             | 26–24 | 20–25 | 25–18 | 26–28 | 15–10 | 112–105 | Relatório |

## Fase final
|  | Quartas de final          | Quartas de final        |                           |   | Semifinais     | Semifinais     |  |  | Final | Final |
|  |                           |                         |                           |   |                |                |  |  |       |       |
|  | 11 de outubro – Apeldoorn |                         |                           |   |                |                |  |  |       |       |
|  |                           |                         |                           |   |                |                |  |  |       |       |
|  | Itália                    | 3                       |                           |   |                |                |  |  |       |       |
|  | Itália                    | 3                       | 13 de outubro – Apeldoorn |   |                |                |  |  |       |       |
|  | China                     | 1                       |                           |   |                |                |  |  |       |       |
|  | China                     | 1                       | Itália                    | 1 |                |                |  |  |       |       |
|  | 11 de outubro – Apeldoorn |                         | Itália                    | 1 |                |                |  |  |       |       |
|  |                           | Brasil                  | 3                         |   |                |                |  |  |       |       |
|  | Brasil                    | Brasil                  | 3                         | 3 |                |                |  |  |       |       |
|  | Brasil                    |                         | 15 de outubro – Apeldoorn | 3 |                |                |  |  |       |       |
|  | Japão                     | 2                       |                           |   |                |                |  |  |       |       |
|  | Japão                     | 2                       | Brasil                    | 0 |                |                |  |  |       |       |
|  | 11 de outubro – Gliwice   |                         | Brasil                    | 0 |                |                |  |  |       |       |
|  |                           | Sérvia                  | 3                         |   |                |                |  |  |       |       |
|  | Sérvia                    | Sérvia                  | 3                         | 3 |                |                |  |  |       |       |
|  | Sérvia                    | 12 de outubro – Gliwice |                           | 3 |                |                |  |  |       |       |
|  | Polônia                   | 2                       |                           |   |                |                |  |  |       |       |
|  | Polônia                   | 2                       | Sérvia                    | 3 |                |                |  |  |       |       |
|  | 11 de outubro – Gliwice   |                         | Sérvia                    | 3 |                |                |  |  |       |       |
|  |                           | Estados Unidos          | 1                         |   | Terceiro lugar | Terceiro lugar |  |  |       |       |
|  | Estados Unidos            | Estados Unidos          | 1                         | 3 | Terceiro lugar | Terceiro lugar |  |  |       |       |
|  | Estados Unidos            |                         | 15 de outubro – Apeldoorn | 3 |                |                |  |  |       |       |
|  | Turquia                   | 0                       |                           |   |                |                |  |  |       |       |
|  | Turquia                   | 0                       | Itália                    | 3 |                |                |  |  |       |       |
|  |                           |                         |                           |   |                |                |  |  |       |       |
|  | Estados Unidos            | 0                       |                           |   |                |                |  |  |       |       |
|  | Estados Unidos            | 0                       |                           |   |                |                |  |  |       |       |

- Todas as partidas seguem o horário de verão da Europa Central (UTC+2).

### Quartas de final
| Data   | Hora  |                | Placar |         | Set 1 | Set 2 | Set 3 | Set 4 | Set 5 | Total   | Relatório |
| ------ | ----- | -------------- | ------ | ------- | ----- | ----- | ----- | ----- | ----- | ------- | --------- |
| 11 out | 17:00 | Itália         | 3–1    | China   | 25–16 | 25–22 | 13–25 | 25–17 |       | 88–80   | Relatório |
| 11 out | 17:30 | Estados Unidos | 3–0    | Turquia | 25–22 | 25–15 | 25–20 |       |       | 75–57   | Relatório |
| 11 out | 20:00 | Brasil         | 3–2    | Japão   | 18–25 | 18–25 | 25–22 | 27–25 | 15–13 | 103–110 | Relatório |
| 11 out | 20:30 | Sérvia         | 3–2    | Polônia | 21–25 | 25–21 | 25–19 | 24–26 | 16–14 | 111–105 | Relatório |

### Semifinais
| Data   | Hora  |        | Placar |                | Set 1 | Set 2 | Set 3 | Set 4 | Set 5 | Total | Relatório |
| ------ | ----- | ------ | ------ | -------------- | ----- | ----- | ----- | ----- | ----- | ----- | --------- |
| 12 out | 20:30 | Sérvia | 3–1    | Estados Unidos | 25–21 | 25–20 | 17–25 | 25–23 |       | 92–89 | Relatório |
| 13 out | 20:00 | Itália | 1–3    | Brasil         | 23–25 | 25–22 | 24–26 | 19–25 |       | 91–98 | Relatório |

### Terceiro lugar
| Data   | Hora  |        | Placar |                | Set 1 | Set 2 | Set 3 | Set 4 | Set 5 | Total | Relatório |
| ------ | ----- | ------ | ------ | -------------- | ----- | ----- | ----- | ----- | ----- | ----- | --------- |
| 15 out | 16:00 | Itália | 3–0    | Estados Unidos | 25–20 | 25–15 | 27–25 |       |       | 77–60 | Relatório |

### Final
| Data   | Hora  |        | Placar |        | Set 1 | Set 2 | Set 3 | Set 4 | Set 5 | Total | Relatório |
| ------ | ----- | ------ | ------ | ------ | ----- | ----- | ----- | ----- | ----- | ----- | --------- |
| 15 out | 20:00 | Brasil | 0–3    | Sérvia | 24–26 | 22–25 | 17–25 |       |       | 63–76 | Relatório |

## Classificação final
| Campeão | Vice-campeão | Terceiro lugar |
| Sérvia Bianka Buša · Katarina Lazović · Bojana Drča · Mina Popović · Slađana Mirković · Brankica Mihajlović · Teodora Pušić · Ana Bjelica · Maja Aleksić · Jovana Stevanović · Aleksandra Jegdić · Tijana Bošković · Bojana Milenković · Sara Lozo | Brasil Carol Gattaz · Julia Kudiess · Ana Carolina da Silva · Pri Daroit · Nyeme Costa · Rosamaria Montibeller · Macris Carneiro · Roberta Ratzke · Gabriela Guimarães · Natália Araújo · Lorena Viezel · Kisy Nascimento · Tainara Santos · Lorenne Teixeira | Itália Marina Lubian · Alessia Gennari · Sara Bonifacio · Ofelia Malinov · Monica De Gennaro · Eleonora Fersino · Alessia Orro · Caterina Bosetti · Cristina Chirichella · Anna Danesi · Elena Pietrini · Sylvia Nwakalor · Miriam Sylla · Paola Egonu |

| 4  | Estados Unidos       |
| 5  | Japão                |
| 6  | China                |
| 7  | Polônia              |
| 8  | Turquia              |
| 9  | Bélgica              |
| 10 | Canadá               |
| 11 | República Dominicana |
| 12 | Países Baixos        |
| 13 | Tailândia            |
| 14 | Alemanha             |
| 15 | Porto Rico           |
| 16 | Argentina            |
| 17 | Bulgária             |
| 18 | Chéquia              |
| 19 | Quênia               |
| 20 | Coreia do Sul        |
| 21 | Colômbia             |
| 22 | Croácia              |
| 23 | Cazaquistão          |
| 24 | Camarões             |

Fonte: Volleyball World

## Estatísticas
As tabelas abaixo mostram as 5 melhores jogadoras em cada habilidade ao final do torneio.
| Maiores pontuadoras | Maiores pontuadoras | Maiores pontuadoras | Maiores pontuadoras | Maiores pontuadoras | Maiores pontuadoras |
|                     | Jogadora            | Ataques             | Bloqueios           | Saques              | Total               |
| ------------------- | ------------------- | ------------------- | ------------------- | ------------------- | ------------------- |
| 1                   | Paola Egonu         | 244                 | 23                  | 8                   | 275                 |
| 2                   | Magdalena Stysiak   | 197                 | 35                  | 9                   | 241                 |
| 3                   | Tijana Bošković     | 219                 | 13                  | 8                   | 240                 |
| 4                   | Britt Herbots       | 203                 | 11                  | 8                   | 222                 |
| 5                   | Gabriela Guimarães  | 200                 | 6                   | 8                   | 214                 |

| Melhores atacantes | Melhores atacantes | Melhores atacantes | Melhores atacantes | Melhores atacantes | Melhores atacantes | Melhores atacantes |
|                    | Jogadora           | Pts.               | Erros              | Ataques            | Média              | %                  |
| ------------------ | ------------------ | ------------------ | ------------------ | ------------------ | ------------------ | ------------------ |
| 1                  | Paola Egonu        | 244                | 77                 | 173                | 20.33              | 49.39              |
| 2                  | Tijana Bošković    | 219                | 49                 | 126                | 18.25              | 55.58              |
| 3                  | Britt Herbots      | 203                | 56                 | 248                | 22.56              | 40.04              |
| 4                  | Gabriela Guimarães | 200                | 48                 | 187                | 16.67              | 45.98              |
| 5                  | Magdalena Stysiak  | 197                | 67                 | 156                | 19.70              | 46.90              |

| Melhores bloqueadoras | Melhores bloqueadoras | Melhores bloqueadoras | Melhores bloqueadoras | Melhores bloqueadoras | Melhores bloqueadoras | Melhores bloqueadoras |
|                       | Jogadora              | Bloq.                 | Erros                 | Reb.                  | Média                 | %                     |
| --------------------- | --------------------- | --------------------- | --------------------- | --------------------- | --------------------- | --------------------- |
| 1                     | Ana Carolina          | 59                    | 48                    | 55                    | 4.92                  | 6.79                  |
| 2                     | Anna Danesi           | 42                    | 30                    | 81                    | 3.59                  | 7.84                  |
| 3                     | Neira Ortiz           | 39                    | 39                    | 43                    | 4.33                  | 0.00                  |
| 4                     | Magdalena Stysiak     | 35                    | 28                    | 1                     | 3.50                  | 10.94                 |
| 5                     | Agnieszka Korneluk    | 34                    | 33                    | 10                    | 3.40                  | 1.30                  |

| Melhores sacadoras | Melhores sacadoras | Melhores sacadoras | Melhores sacadoras | Melhores sacadoras | Melhores sacadoras | Melhores sacadoras |
|                    | Jogadora           | Pts.               | Erros              | Tentativas         | Média              | %                  |
| ------------------ | ------------------ | ------------------ | ------------------ | ------------------ | ------------------ | ------------------ |
| 1                  | Caterina Bosetti   | 18                 | 12                 | 114                | 1.50               | 12.50              |
| 2                  | Andrea Drews       | 18                 | 25                 | 116                | 1.50               | 11.32              |
| 3                  | Jordyn Poulter     | 14                 | 10                 | 96                 | 1.17               | 11.67              |
| 4                  | Mayu Ishikawa      | 14                 | 15                 | 96                 | 1.40               | 11.20              |
| 5                  | Gaila González     | 13                 | 24                 | 94                 | 1.44               | 9.92               |

| Melhores levantadoras | Melhores levantadoras | Melhores levantadoras | Melhores levantadoras | Melhores levantadoras | Melhores levantadoras | Melhores levantadoras |
|                       | Jogadora              | Êxito                 | Erros                 | Tent.                 | Média                 | %                     |
| --------------------- | --------------------- | --------------------- | --------------------- | --------------------- | --------------------- | --------------------- |
| 1                     | Alessia Orro          | 144                   | 7                     | 930                   | 12.00                 | 13.32                 |
| 2                     | Joanna Wołosz         | 140                   | 5                     | 813                   | 14.00                 | 14.61                 |
| 3                     | Diao Linyu            | 135                   | 11                    | 782                   | 13.50                 | 14.55                 |
| 4                     | Victoria Mayer        | 126                   | 3                     | 836                   | 14.00                 | 13.06                 |
| 5                     | Nanami Seki           | 117                   | 4                     | 1029                  | 11.70                 | 10.17                 |

| Melhores defensoras | Melhores defensoras | Melhores defensoras | Melhores defensoras | Melhores defensoras | Melhores defensoras | Melhores defensoras |
|                     | Jogadora            | Def.                | Erros               | Recep.              | Média               | %                   |
| ------------------- | ------------------- | ------------------- | ------------------- | ------------------- | ------------------- | ------------------- |
| 1                   | Monica De Gennaro   | 168                 | 49                  | 24                  | 14.00               | 69.71               |
| 2                   | Gabriela Guimarães  | 106                 | 41                  | 25                  | 8.83                | 61.63               |
| 3                   | Caterina Bosetti    | 98                  | 26                  | 8                   | 8.17                | 74.24               |
| 4                   | Kotona Hayashi      | 91                  | 39                  | 19                  | 9.10                | 61.07               |
| 5                   | Myrthe Schoot       | 90                  | 34                  | 30                  | 10.00               | 58.44               |

| Melhores receptoras | Melhores receptoras | Melhores receptoras | Melhores receptoras | Melhores receptoras | Melhores receptoras | Melhores receptoras |
|                     | Jogadora            | Êxito               | Erros               | Tent.               | Média               | %                   |
| ------------------- | ------------------- | ------------------- | ------------------- | ------------------- | ------------------- | ------------------- |
| 1                   | Gabriela Guimarães  | 101                 | 4                   | 139                 | 8.42                | 41.39               |
| 2                   | Miriam Sylla        | 96                  | 9                   | 217                 | 8.00                | 29.81               |
| 3                   | Li Yingying         | 86                  | 9                   | 88                  | 8.60                | 46.99               |
| 4                   | Yamila Nizetich     | 84                  | 14                  | 170                 | 9.33                | 31.34               |
| 5                   | Priscila Daroit     | 80                  | 17                  | 151                 | 6.67                | 32.26               |

Fonte: Volleyball World

## Prêmios individuais
A seleção do campeonato foi composta pelas seguintes jogadoras:
- MVP (Most Valuable Player):  Tijana Bošković